# Olympische Sommerspiele 1908/Radsport – 100 km Bahn (Männer)
Das 100-Kilometer-Rennen bei den Olympischen Spielen 1908 in London fand vom 15. bis 18. Juli im White City Stadium statt.
Jeder Nation standen bis zu 12 Startplätze zu. Jedes Rennen bestand aus ungefähr 165,7 Runden der 660 Yards langen Bahn. Das Zeitlimit für das Rennen betrug 3 Stunden und 15 Minuten. Der Wettbewerb fand in zwei Runden statt (Halbfinale und Finale). Es gab zwei Halbfinals. Die ersten sechs Athleten eines jeden Halbfinales erreichten das Finale. Zudem qualifizierten sich noch die zwei Athleten, die die meisten Runden führten, für das Finale.
Der Wanderpokal für den Sieger wurde vom Prince of Wales verliehen.

## Ergebnisse

### Halbfinale

#### Halbfinale 1
| Rang                 | Athlet                      | Nation          | Zeit        | Anm. |
| -------------------- | --------------------------- | --------------- | ----------- | ---- |
| 1                    | Andrew Hansson              | Schweden        | 2:50:21,4 h | Q    |
| 2                    | Georges Lutz                | Frankreich      | unbekannt   | Q    |
| 3                    | Sydney Bailey               | Großbritannien  | unbekannt   | Q    |
| 4                    | Pierre Texier               | Frankreich      | unbekannt   | Q    |
| 5                    | J. H. Bishop                | Großbritannien  | unbekannt   | Q    |
| 6                    | David Robertson             | Großbritannien  | unbekannt   | Q    |
| 7–14                 | William Anderson            | Kanada          | unbekannt   |      |
| 7–14                 | Alwin Boldt                 | Deutsches Reich | unbekannt   |      |
| 7–14                 | François Bonnet             | Frankreich      | unbekannt   | q    |
| 7–14                 | Georgius Damen              | Niederlande     | unbekannt   |      |
| 7–14                 | Gerard Bosch van Drakestein | Niederlande     | unbekannt   |      |
| 7–14                 | André Lepère                | Frankreich      | unbekannt   |      |
| 7–14                 | Harry Mussen                | Großbritannien  | unbekannt   | q    |
| 7–14                 | J. Norman                   | Großbritannien  | unbekannt   |      |
|                      | Rudolf Katzer               | Deutsches Reich | DNF         |      |
| Frederick McCarthy   | Kanada                      | DNF             |             |      |
| Ioannis Santorinaios | Griechenland                | DNF             |             |      |

#### Halbfinale 2
| Rang                | Athlet                | Nation             | Zeit        | Anm. |
| ------------------- | --------------------- | ------------------ | ----------- | ---- |
| 1                   | Leon Meredith         | Großbritannien     | 2:43:15,4 h | Q    |
| 2                   | Charles Bartlett      | Großbritannien     | unbekannt   | Q    |
| 3                   | Gustaf Westerberg     | Schweden           | unbekannt   | Q    |
| 4                   | Octave Lapize         | Frankreich         | unbekannt   | Q    |
| 5                   | Walter Andrews        | Kanada             | unbekannt   | Q    |
| 6                   | William Pett          | Großbritannien     | unbekannt   | Q    |
| 7–9                 | Guillaume Coeckelberg | Belgien            | unbekannt   | q    |
| 7–9                 | Charles Denny         | Großbritannien     | unbekannt   | q    |
| 7–9                 | Harry Young           | Kanada             | unbekannt   | q    |
|                     | Cesare Zanzottera     | Königreich Italien | DNF         |      |
| Charles Avrillon    | Frankreich            | DNF                |             |      |
| Henri Cunault       | Frankreich            | DNF                |             |      |
| Bruno Götze         | Deutsches Reich       | DNF                |             |      |
| Pierre Hostein      | Frankreich            | DNF                |             |      |
| Robert Jolly        | Großbritannien        | DNF                |             |      |
| Jean Madelaine      | Frankreich            | DNF                |             |      |
| Guglielmo Malatesta | Königreich Italien    | DNF                |             |      |
| Hermann Martens     | Deutsches Reich       | DNF                |             |      |
| William Morton      | Kanada                | DNF                |             |      |
| Dorus Nijland       | Niederlande           | DNF                |             |      |
| David Noon          | Großbritannien        | DNF                |             |      |
| Battista Parini     | Königreich Italien    | DNF                |             |      |
| Thomas Passmore     | Südafrika             | DNF                |             |      |
| Paul Schulze        | Deutsches Reich       | DNF                |             |      |
| Max Triebsch        | Deutsches Reich       | DNF                |             |      |
| Louis Weintz        | Vereinigte Staaten    | DNF                |             |      |

### Finale
Es ist nicht klar, wie Young sich für das Finale qualifizierte. Dem offiziellen Bericht zufolge heißt es, dass Coeckelberg und Denny sich als die Athleten mit den meisten Runden als Führende qualifiziert haben. Weiter heißt es, dass Young starten durfte, nachdem er die Kampfrichter überzeugt hatte, dass er im Halbfinale nicht überrundet worden war.
| Rang                  | Athlet           | Nation         | Zeit        |
| --------------------- | ---------------- | -------------- | ----------- |
| 1                     | Charles Bartlett | Großbritannien | 2:41:48,6 h |
| 2                     | Charles Denny    | Großbritannien | unbekannt   |
| 3                     | Octave Lapize    | Frankreich     | unbekannt   |
| 4                     | William Pett     | Großbritannien | unbekannt   |
| 5                     | Pierre Texier    | Frankreich     | unbekannt   |
| 6                     | Walter Andrews   | Kanada         | unbekannt   |
| 7                     | David Robertson  | Großbritannien | unbekannt   |
| 8                     | Sydney Bailey    | Großbritannien | unbekannt   |
|                       | J. H. Bishop     | Großbritannien | DNF         |
| François Bonnet       | Frankreich       | DNF            |             |
| Guillaume Coeckelberg | Belgien          | DNF            |             |
| Andrew Hansson        | Schweden         | DNF            |             |
| Georges Lutz          | Frankreich       | DNF            |             |
| Leon Meredith         | Großbritannien   | DNF            |             |
| Harry Mussen          | Großbritannien   | DNF            |             |
| Gustaf Westerberg     | Schweden         | DNF            |             |
| Harry Young           | Kanada           | DNF            |             |